# 七戸十和田駅

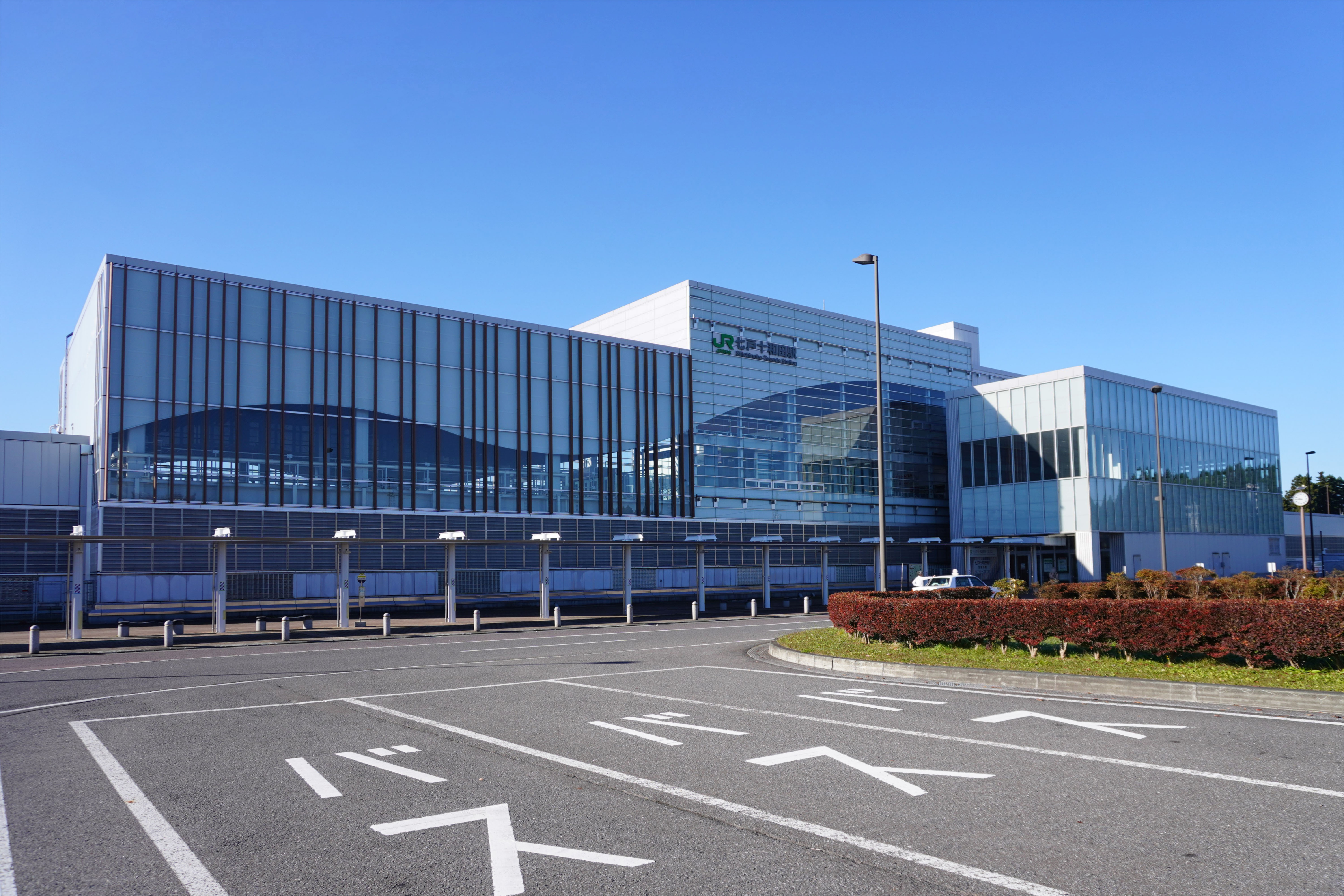
北口（2023年10月）

七戸十和田駅（しちのへとわだえき）は、青森県上北郡七戸町字荒熊内（あらくまない）にある、東日本旅客鉄道（JR東日本）東北新幹線の駅。

## 歴史
- 2005年（平成17年）10月：路盤工事を着工。
- 2006年（平成18年）11月16日 - 2007年（平成19年）7月17日：駅舎の建物実施設計を行う。
- 2008年（平成20年）8月1日：駅舎建設を開始。
- 2009年（平成21年）
  - 7月29日：駅名を正式発表[報道 1]。
  - 12月5日：開業1年前イベントの一環として、一般向けに駅舎見学会を実施。
  - 12月24日：駅舎に駅名標を取り付け。
- 2010年（平成22年）
  - 3月17日：駅舎完成。
  - 12月4日：新幹線の開業に伴い、駅開業[報道 2]。
- 2011年（平成23年）3月11日：東北地方太平洋沖地震（東日本大震災）の影響で東北新幹線が全線不通となり、3月21日まで営業を休止。
- 2013年（平成25年）3月16日：これまで全ての列車が通過していた「はやぶさ」が、同日のダイヤ改正を機に停車するようになった。
- 2017年（平成29年）6月30日：びゅうプラザの営業を終了。
- 2020年（令和2年）3月14日：新幹線eチケットサービスを開始[報道 3]。
- 2021年（令和3年）3月13日：タッチでGo!新幹線のサービスを開始[報道 4][注 1]。
- 2024年（令和6年）10月1日：えきねっとQチケのサービスを開始[1][報道 5]。

### 駅名決定までの経緯
駅名決定前の仮称は「七戸駅」（しちのへえき）であった。
七戸町商工会など町商工関係団体が「七戸駅」を要望したのに対し、当時の七戸町長・福士孝衛は、「七戸に新駅が建設されるのは上十三地域の協力があったからこそ。それを無視して行政の立場から『七戸駅』にするとは言えない」と、七戸単独の名称に固執しない考えを明らかにしている。その後、地域団体のひとつである「上十三地域広域市町村圏協議会」は2008年（平成20年）11月5日までに、開業時の駅名として「七戸十和田駅」を要望することで合意した。これに対し福士は、議会や町民の意向も踏まえて駅名案を最終決定し、運行事業者に要請するとしていた。
2009年（平成21年）7月29日、JR東日本盛岡支社は駅名を「七戸十和田駅」とすることを発表した。支社長の福田泰司は「地元の七戸町と観光地として有名な十和田湖への玄関口になるという観点から総合的に判断した」と述べた。

### 南部縦貫鉄道との接続構想
東北新幹線はかつて営業されていた南部縦貫鉄道線（営農大学校前駅 - 盛田牧場前駅間）と交差しており、特に旧・営農大学校前駅と当駅は徒歩で5分程の距離だった。
両路線を接続する計画もあったが、新幹線の青森県内への延伸決定の延期などで開業が遅れた間に南部縦貫鉄道の路線が1997年に休止、2002年正式に廃止されたため、接続計画は結局のところ完全消滅してしまった。
なお、後述の駅弁「桜弁当」のパッケージには、同線で使用されていたキハ10形レールバスが描かれていた。

## 駅構造
相対式ホーム2面2線（ホーム長263メートル、10両対応）と橋上駅舎を有する地上駅である。通過線はなく、安全のために可動式安全柵が設けられている。
直営駅である。管理駅でもあるが、当駅は自駅のみの単駅管理となっている。みどりの窓口、指定席券売機、自動改札機（新幹線eチケットサービス、タッチでGo!新幹線、えきねっとQチケ対応）が設置されている。

### のりば
| 番線 | 路線               | 方向 | 行先                   |
| ---- | ------------------ | ---- | ---------------------- |
| 1    | 東北・北海道新幹線 | 下り | 新青森・新函館北斗方面 |
| 2    | 東北新幹線         | 上り | 盛岡・仙台・東京方面   |

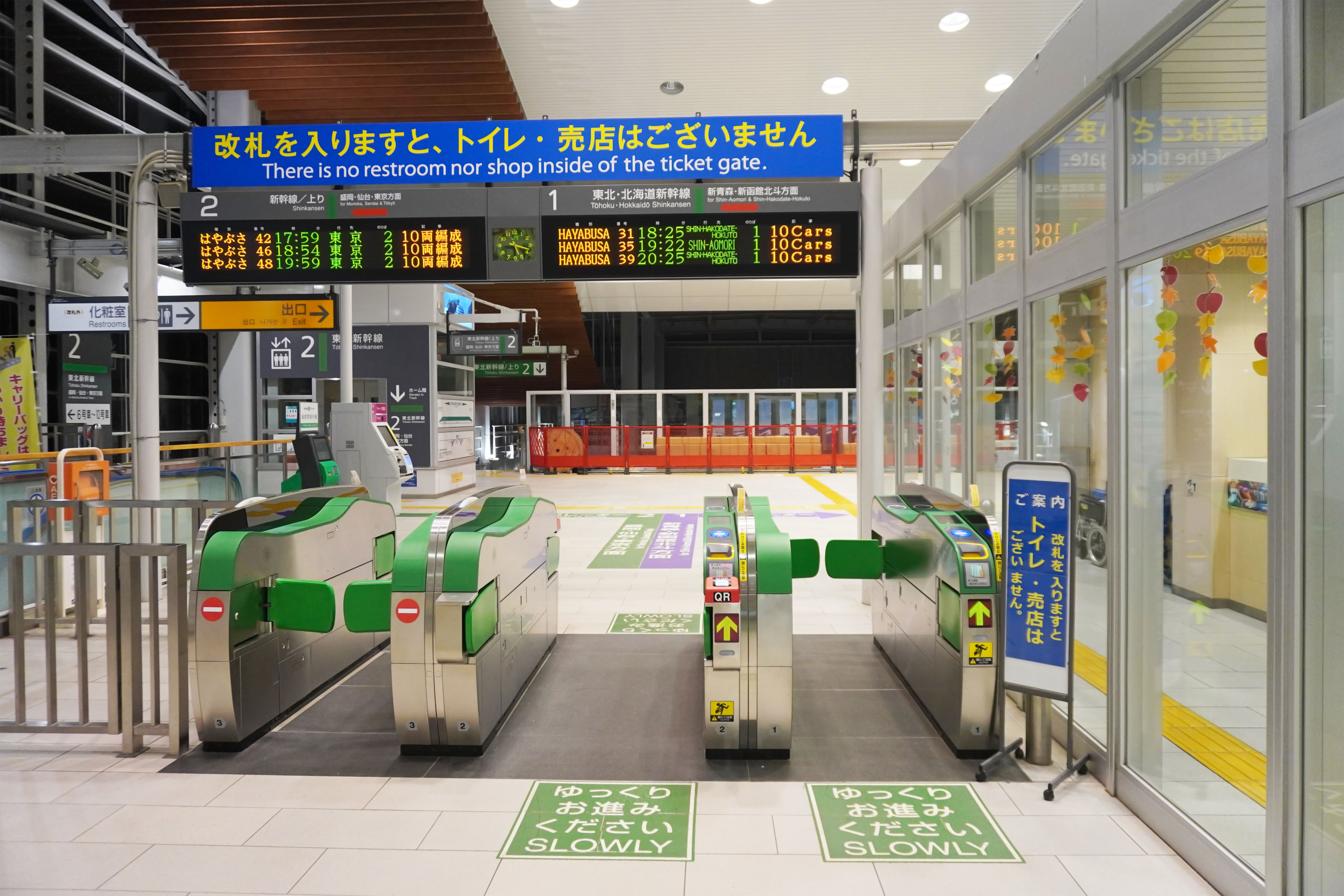
改札口（2024年11月）
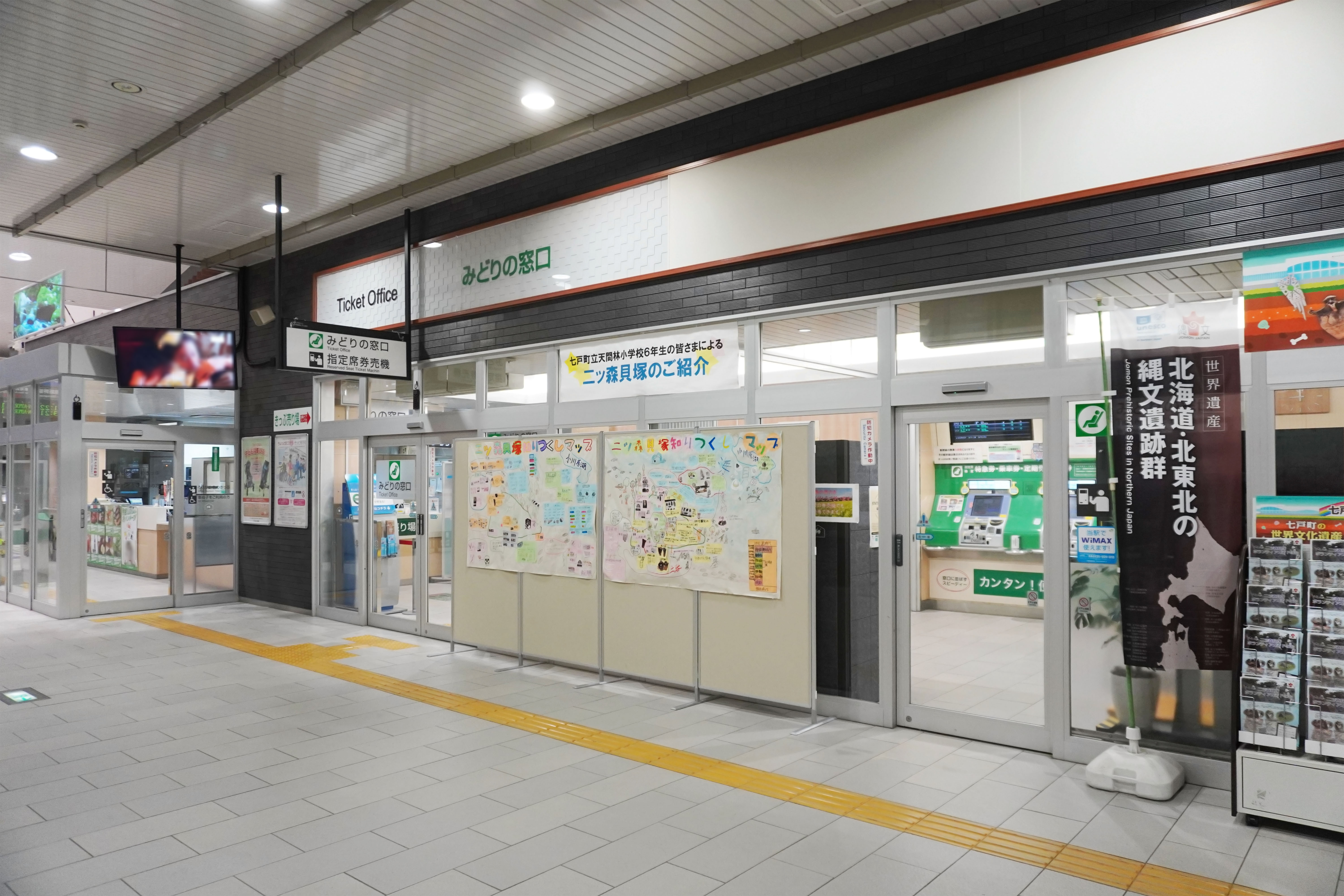
切符売り場（2023年9月）
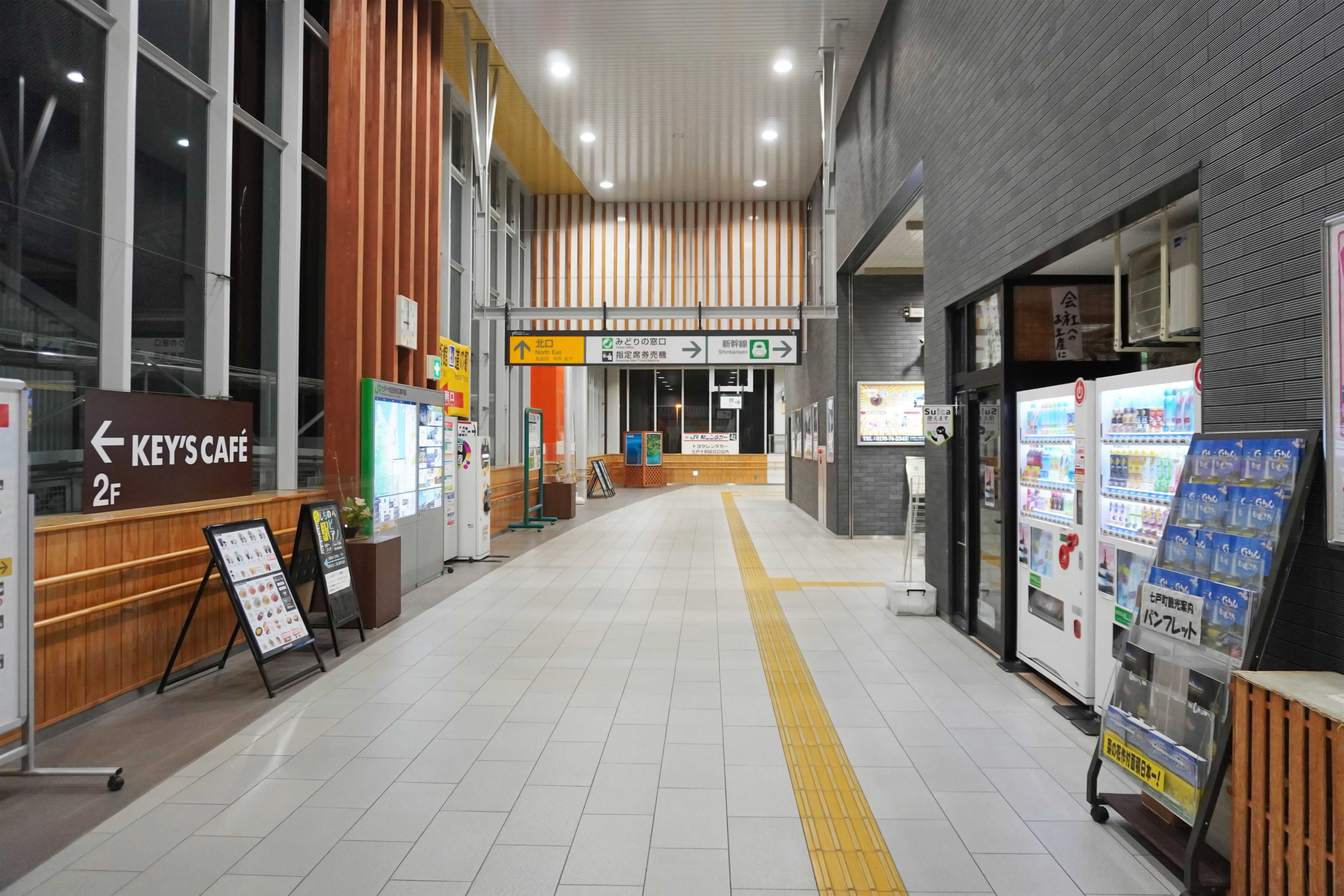
南北自由通路（2023年9月）
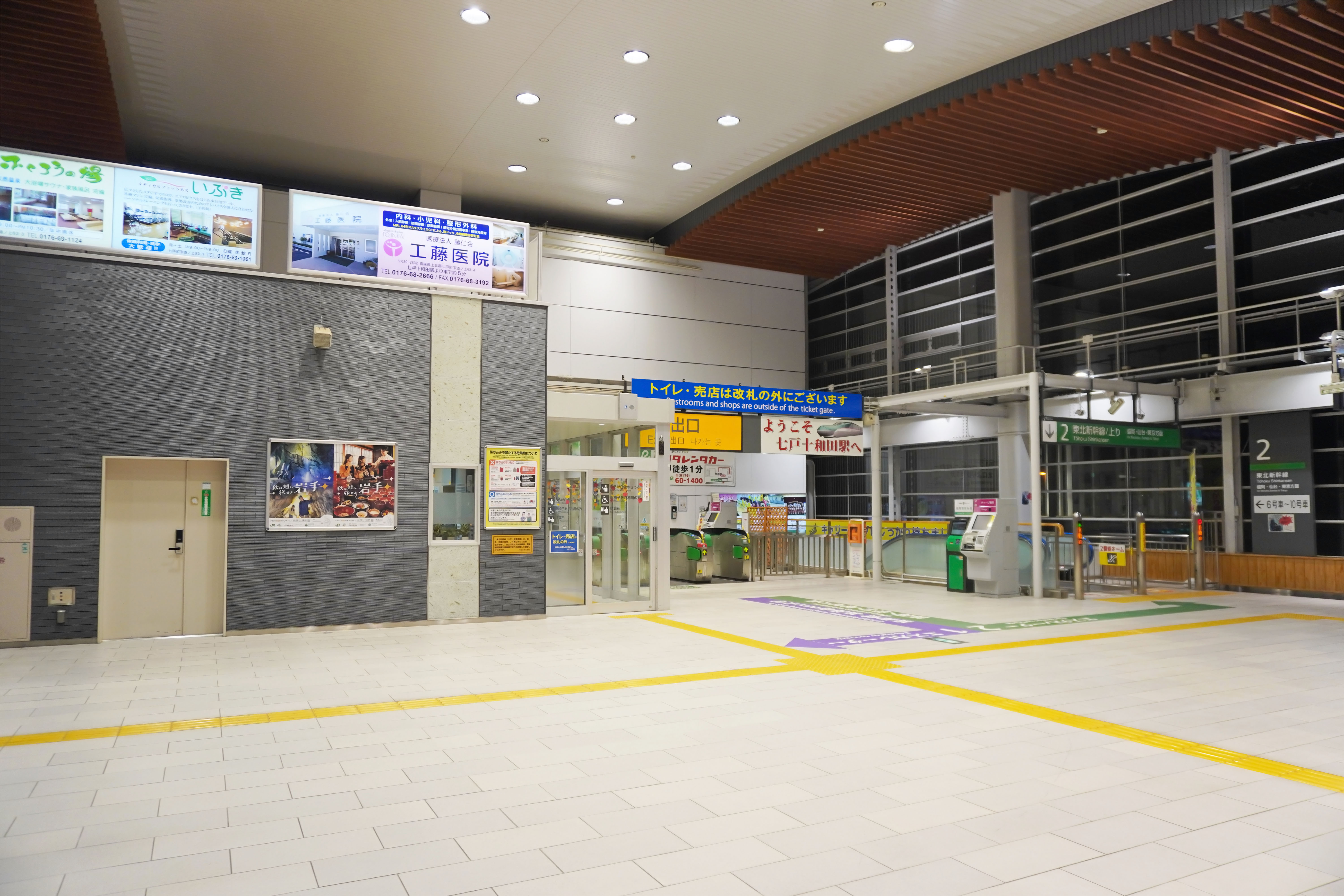
コンコース（2024年11月）
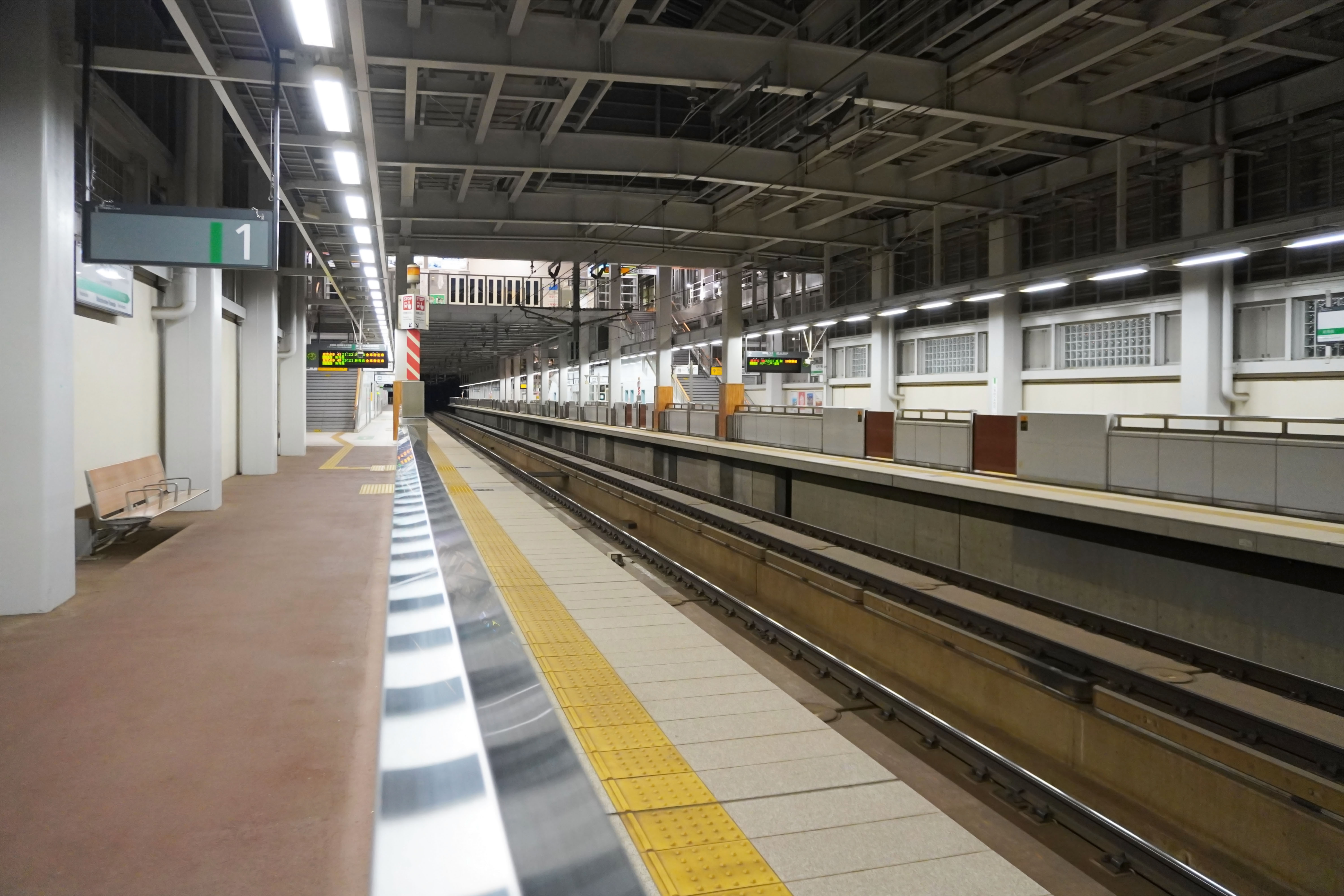
ホーム（2023年9月）

### 駅舎
駅舎は、デザインコンセプトを“心安らぐ豊かな自然と歴史の感じられる駅”、デザインイメージを“八甲田を望む大地の息吹と歴史を感じさせる駅”としている。
新幹線の駅では初となる、大きさの異なる3つのボックスで構成されたデザインで、中央のボックスは八甲田連峰を表現し、新青森駅寄りと八戸駅寄りのボックスはそれぞれ「町の未来」と「奥州街道の松並木」を表している。また外壁の曲線は八甲田の山並と南部馬の背中をモチーフとしており、ライトアップ時に映えるよう設計されている。
当初JRTTにより提示された3案の中から選ばれたものであり、2006年（平成18年）10月25日に七戸町役場で開催された駅舎デザインコンセプト調整会議において、雪害対策の容易さなどが評価され決定した。

## 駅弁
2019年ごろまでは、主な駅弁として下記を販売していた。
- 桜弁当

## 利用状況
JR東日本によると、2023年度（令和5年度）の1日平均乗車人員は685人である。
開業後以降の推移は下記のとおりである。なお、2012年度（平成24年度）以降の括弧内の統計値は「各駅の乗車人員」のものである。
| 1日平均乗車人員推移 | 1日平均乗車人員推移 | 1日平均乗車人員推移 | 1日平均乗車人員推移 | 1日平均乗車人員推移 | 1日平均乗車人員推移           |
| 年度                | 定期外              | 定期                | 合計                | 前年度比            | 出典                          |
| ------------------- | ------------------- | ------------------- | ------------------- | ------------------- | ----------------------------- |
| 2010年（平成22年）  |                     |                     | 475                 |                     | [ 利用客数 1 ]                |
| 2011年（平成23年）  |                     |                     | 497                 |                     | [ 利用客数 2 ]                |
| 2012年（平成24年）  | 570 (560)           | 68 (68)             | 638 (628)           |                     | [ 利用客数 3 ] [ 新幹線 2 ]   |
| 2013年（平成25年）  | 597 (598)           | 75 (75)             | 672 (673)           |                     | [ 利用客数 4 ] [ 新幹線 3 ]   |
| 2014年（平成26年）  | 604 (606)           | 82 (82)             | 686 (688)           |                     | [ 利用客数 5 ] [ 新幹線 4 ]   |
| 2015年（平成27年）  | 621 (623)           | 99 (99)             | 721 (722)           |                     | [ 利用客数 6 ] [ 新幹線 5 ]   |
| 2016年（平成28年）  | 661 (667)           | 95 (95)             | 757 (763)           |                     | [ 利用客数 7 ] [ 新幹線 6 ]   |
| 2017年（平成29年）  | 668 (674)           | 106 (106)           | 774 (780)           |                     | [ 利用客数 8 ] [ 新幹線 7 ]   |
| 2018年（平成30年）  | 661 (668)           | 113 (113)           | 775 (782)           |                     | [ 利用客数 9 ] [ 新幹線 8 ]   |
| 2019年（令和元年）  | 625 (636)           | 136 (136)           | 761 (773)           |                     | [ 利用客数 10 ] [ 新幹線 9 ]  |
| 2020年（令和02年）  | 207 (219)           | 153 (153)           | 361 (361)           | −52.6%              | [ 利用客数 11 ] [ 新幹線 10 ] |
| 2021年（令和03年）  | 259 (278)           | 158 (158)           | 418 (436)           | 15.7%               | [ 利用客数 12 ] [ 新幹線 11 ] |
| 2022年（令和04年）  | 421 (444)           | 148 (148)           | 569 (592)           | 36.2%               | [ 利用客数 13 ] [ 新幹線 12 ] |
| 2023年（令和05年）  | 535 (558)           | 150 (150)           | 685 (708)           | 120.7%              | [ 利用客数 14 ] [ 新幹線 1 ]  |

## 駅周辺
- 七戸町観光交流センター
- 駅前駐車場 - 七戸町が管理する駐車場。北口側2か所に約350台分、南口側1か所に約250台分が確保されている[5]。1時間まで無料。1日最大200円。利用者確保のため、開業当初から長く無料で供用されてきたが、満車の常態化などを受け、2019年（令和元年）8月1日から有料化された[新聞 4]。また、南口側には臨時駐車場が4か所設置されていた[注 2]。
- イオン七戸ショッピングセンター
- 道の駅しちのへ
  - 鷹山宇一記念美術館
- 国道4号（七戸バイパス）
- 七戸警察署
- 中部上北広域事業組合消防本部・中央消防署
- 青森県営農大学校
- 七戸養護学校
  - もみのき学園
- 七戸工業団地 - 富士通ゼネラル青森事業所などが立地している。
- 東八甲田温泉（旧名は「やまびこ温泉」）
- 東八甲田家族旅行村
- 旧南部縦貫鉄道線営農大学校前駅 - 徒歩5分ほどの距離にあったが1997年（平成9年）に休止、2002年（平成14年）に廃止されており、両駅が並立していた時期はない。

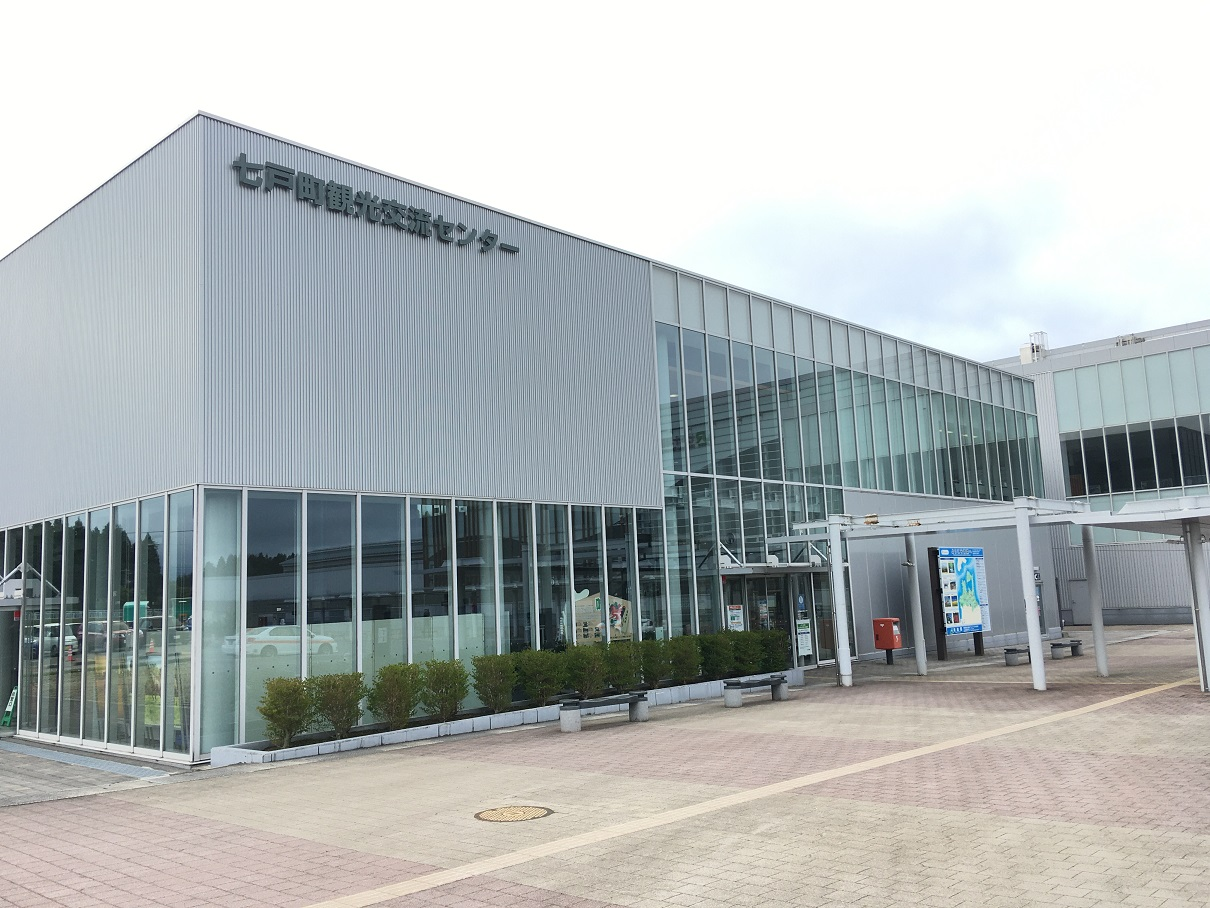
七戸町観光交流センター
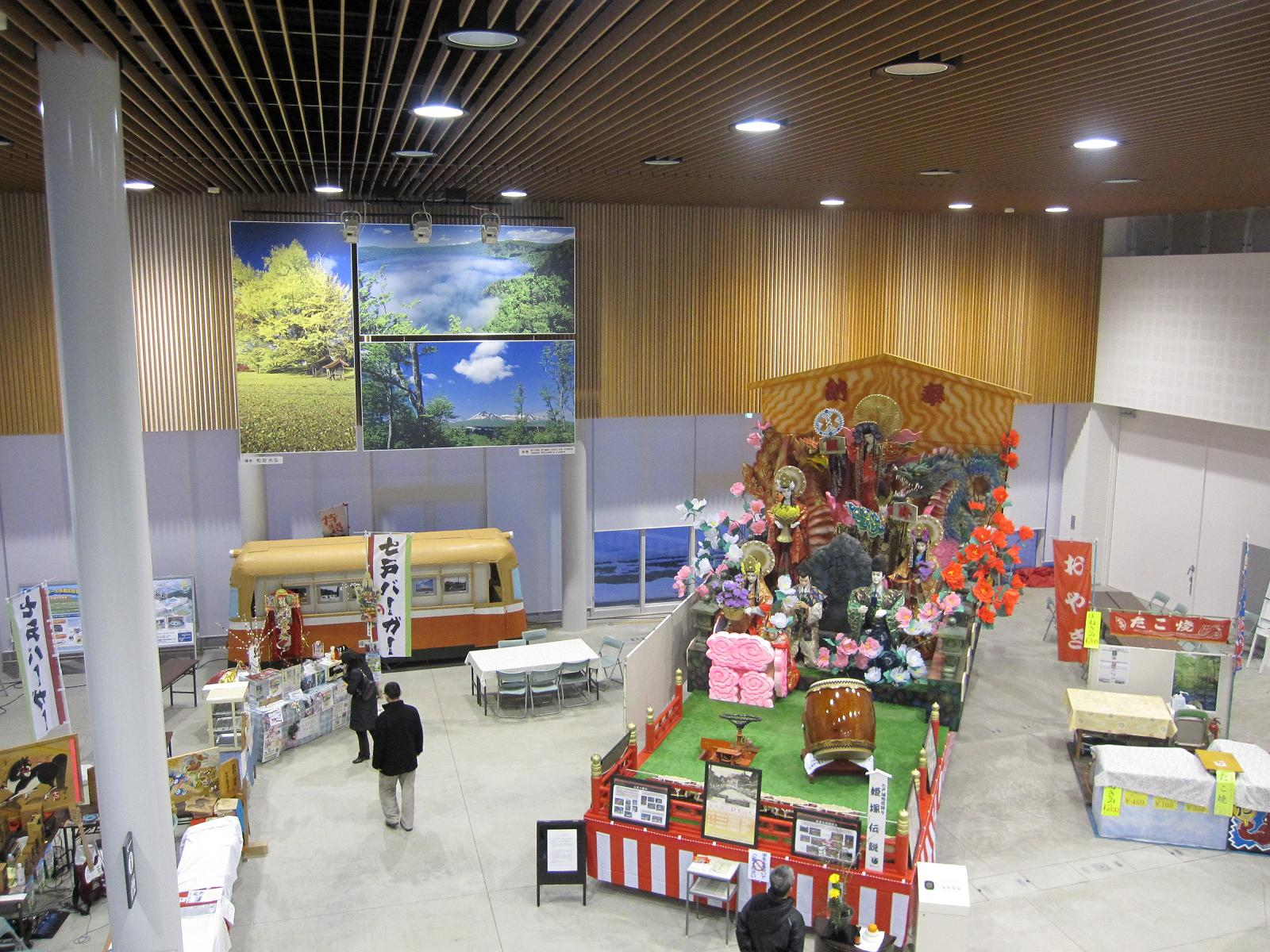
七戸町観光交流センター館内
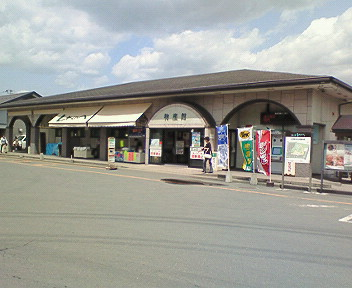
道の駅しちのへにある物産館

## バス路線
路線バス
- 十和田観光電鉄
  - 特急十和田 - 青森線：十和田市／新青森駅
  - 十和田 - 七戸 - 野辺地線：まかど温泉／三本木営業所／十和田市中央
  - 七戸 - 七戸町役場前 - 天間 - 乙供駅線
  - 七戸 - 上北町（湖畔桟橋前）線：上北町駅（湖畔桟橋前）
  - 七戸十和田奥入瀬シャトルバス：十和田湖温泉郷・焼山　※春季 - 秋季に運行

そのほか、バスが運行されない夜間時間帯において当駅 - 十和田市街間を結ぶ乗合タクシーが運行されていたが、2022年（令和4年）3月31日をもって廃止されている。
夜行高速バス
- 十和田観光電鉄・国際興業
  - シリウス号：池袋駅・東京駅行き
- 弘南バス
  - パンダ号（八戸線）：上野駅行き
- オリオンバス
  - 東京駅行き

コミュニティバス
- 七戸町コミュニティバス

## その他
- 初代駅長は、当駅開業準備駅助役が昇格した上でそのまま2010年（平成22年）12月4日付で就任した[新聞 6]。
- 2011年（平成23年）3月11日に発生した東北地方太平洋沖地震（東日本大震災）を受け、JR東日本が翌4月から展開した復興キャンペーン「つなげよう、日本。」において、新幹線が朝焼けをバックに走り抜けるテレビCMおよび写真ポスターは、当駅付近が撮影地となっている。

## 隣の駅
東日本旅客鉄道（JR東日本）
 東北・北海道新幹線
八戸駅 - 七戸十和田駅 - 新青森駅

### 記事本文